# Timotheos Paulos Fehim
Timotheos Paulos Fehim (* in Siverek; † 9. Februar 1914 in Istanbul) war ein Bischof der Syrisch-Orthodoxen Kirche.
Paulos Fehim wurde in der 1. Hälfte des 19. Jahrhunderts in Siverek geboren, wuchs in Edessa (Urfa) auf und wurde 1862 zum verheirateten Priester ordiniert. Als Witwer 1883 zum Bischof von Edessa mit Sitz im Kloster Mor Abhay bei Gerger geweiht, nahm er den Amtsnamen Timotheos an. Von 1887 bis zu seinem Tod wirkte er als Bischof mit dem Titel Patriarchalvikar in der Hauptstadt des Osmanischen Reiches, die nicht zu den historischen Bischofssitzen seiner Kirche zählt. Fehim besaß eine stattliche Sammlung älterer syrischer Handschriften, die auf seinen Sohn Petros (Fehim Beg) Eronur, Protokollchef am Sultanshof, überging. Knapp die Hälfte der Stücke sind heute verschollen, darunter die Chronik von 1234. Insgesamt neun Kodizes wurden in den 1960er Jahren durch die Bibliothèque nationale de France und die Beinecke Rare Book and Manuscript Library erworben. 
Eine 1912 von Bischof Timotheos verfasste Autobiografie wurde nicht gedruckt und scheint verloren.